# 沃夫科韋 (烏日霍羅德區)
48°31′27″N 22°28′10″E / 48.52417°N 22.46944°E
沃夫科韋（烏克蘭語：Вовкове），是烏克蘭的村落，位於該國西部外喀爾巴阡州，由烏日霍羅德區負責管轄，面積0.34平方公里，海拔高度124米，2001年人口509，人口密度每平方公里1,497.06人。